# Agoo
Agoo är en kommun i Filippinerna och ligger i provinsen La Union, Ilocosregionen, på den västra delen av ön Luzon. Kommunen består av 49 smådistrikt, barangayer, varav 8 är klassificerade som urbana. Befolkningen uppgick till 57 952 invånare vid folkräkningen 2007.